# Sheherazade (Fernsehserie)
Sheherazade (Originaltitel: Princesse Shéhérazade) ist eine französische Zeichentrickserie, die erstmals von 1996 bis 2000 auf dem Sender France 2 ausgestrahlt wurde. Die Serie entstand nach einer Idee von Marie-France Brière, die auch die künstlerische Leitung innehatte, und enthält Elemente aus den Erzählungen von Tausendundeine Nacht. Hauptfigur ist die Prinzessin Scheherazade, die zusammen mit dem Geist Till allerlei magische Abenteuer erlebt.
Produziert wurde die Serie mit der Beteiligung des Centre National de la Cinématographie und mit der Hilfe der Region Poitou-Charentes sowie der Ecole Supérieure de l’image d’Angoulême. Produktionsdirektor war François Bureau. Für das Schreiben der Drehbücher und die Kreierung der Hauptfiguren zeichneten Mohamed-Salah Bettaieb, Viviane Bettaieb, Bruno Fourrure, Slch Hamzaoui und Marie-France Brière verantwortlich. Erstere vier betätigten sich ebenfalls als Liedtexter. Die Storyboards wurden von Bruno le Floch produziert. Das Eröffnungsthema komponierte Gérard Pullicino und wird in der Originalversion von Amina Annabi gesungen. Die technische Umsetzung erfolgte durch das Studio Tilt Angouleme (heute Adventure Line Productions).

## Deutsche Synchronsprecher
- Christine Pappert: Shéhérazade
- Sascha Draeger: Nour
- Harald Pages: Schiffskapitän in Der Barbier
- Beate Hasenau: Königin Mutter in Der König der Finsternis
- Günter Lüdke: Leibarzt der Königin Mutter in Der König der Finsternis sowie 'Ravi' der Elefantenführer in Das Grab der Liebe
- Isabella Grothe: Till's Tante in Die Schätze von Bagdad, Till gegen Till und Das Siegel des Sultans
- Gottfried Kramer: Magier Keskes in Der Lampengeist und in Ein Palast auf Reisen
- Eva Michaelis: eine Dienerin von König Schariyar in Der wundersame Spiegel

## Französische Synchronsprecher
- Emmanuelle Pailly: Shéhérazade
- Paul Nivet: Till
- Damien Witecka: Nour
- Emmanuel Curtil: Fahrid
- Denis Laustriat: Prince Silmane
- Luq Hamet: zusätzliche Stimmen

## Internationale Synchronisation
Die Zeichentrickserie wurde auf verschiedenen Sprachen synchronisiert. Neben dem Original auf Französisch wurde die Serie auch auf Englisch, Deutsch, Italienisch, Europäisches Spanisch, Katalanisch, Mexikanisches Spanisch, Brasilianisches Portugiesisch, Europäisches Portugiesisch, Russisch, Finnisch, Norwegisch, Türkisch sowie auf Arabisch synchronisiert, wobei hier das Titellied nicht auf Arabisch synchronisiert wurde, sondern das originale französische beibehalten wurde – alle Sprechrollen hingegen wurden auf Arabisch synchronisiert.

## Staffel 1
Die Erstausstrahlung der ersten Staffel war vom 21. Dezember 1996 bis zum 21. Februar 1998 auf dem französischen Sender France 2 zu sehen. Die deutschsprachige Erstausstrahlung fand vom 30. Dezember 1999 bis zum 3. Februar 2000 in anderer Reihenfolge auf dem Sender RTL II statt.
| Nr. (ges.) | Nr. (St.) | Deutscher Titel                    | Originaltitel                  | Erstausstrahlung Frankreich | Deutschsprachige Erstausstrahlung (D) |
| ---------- | --------- | ---------------------------------- | ------------------------------ | --------------------------- | ------------------------------------- |
| 1          | 1         | Die Zauberlaus                     | Le pou magique                 | 21. Dez. 1996               | 30. Dez. 1999                         |
| 2          | 2         | Die goldene Gondel                 | Gigi le gondolier              | 23. Dez. 1996               | 31. Dez. 1999                         |
| 3          | 3         | Der Barbier                        | Le barbier et le teinturier    | 24. Dez. 1996               | 4. Jan. 2000                          |
| 4          | 4         | Der Lampengeist                    | Glou l’éfrit                   | 26. Dez. 1996               | 3. Jan. 2000                          |
| 5          | 5         | Prinz Mondlächeln                  | Sourire de lune                | 27. Dez. 1996               | 7. Jan. 2000                          |
| 6          | 6         | Die verlorene Stadt                | La cité perdue                 | 28. Dez. 1996               | 5. Jan. 2000                          |
| 7          | 7         | Die Reise nach Indien              | De l’autre côté de la pastèque | 4. Jan. 1997                | 6. Jan. 2000                          |
| 8          | 8         | Das Faultier des Königs            | Le paresseux du roi            | 31. März 1997               | 12. Jan. 2000                         |
| 9          | 9         | Vom Handeln und der Liebe          | Os mou                         | 9. Apr. 1997                | 10. Jan. 2000                         |
| 10         | 10        | Der Wettkampf                      | Les trois princesses           | 12. Apr. 1997               | 13. Jan. 2000                         |
| 11         | 11        | Die drei Weltwunder                | Boulboul l’oiseau parleur      | 19. Apr. 1997               | 17. Jan. 2000                         |
| 12         | 12        | Kampf der Efriten                  | L’éfrit Georgirus              | 22. Apr. 1997               | 14. Jan. 2000                         |
| 13         | 13        | Die Frau des Holzfällers           | Le cousin de Till              | 23. Apr. 1997               | 11. Jan. 2000                         |
| 14         | 14        | Der Fluch der blauen Rose          | La rose marine                 | 13. Sep. 1997               | 18. Jan. 2000                         |
| 15         | 15        | Der Zauberspiegel                  | Till est amoureux              | 20. Sep. 1997               | 19. Jan. 2000                         |
| 16         | 16        | Die Pantoffeln des Abu Kassem      | Les babouches d’Abou Kacem     | 27. Sep. 1997               | 24. Jan. 2000                         |
| 17         | 17        | Wer anderen eine Grube gräbt …     | Les trois chasseurs            | 4. Okt. 1997                | 20. Jan. 2000                         |
| 18         | 18        | Li und der Sonnenclown             | Drôle de soleil                | 11. Okt. 1997               | 31. Jan. 2000                         |
| 19         | 19        | Der Herr der Magnete               | Le maître des aimants          | 18. Okt. 1997               | 21. Jan. 2000                         |
| 20         | 20        | König Sheherazade                  | Le roi justicier               | 15. Nov. 1997               | 1. Feb. 2000                          |
| 21         | 21        | Die Vogelfrau                      | La magicienne Almana           | 22. Nov. 1997               | 26. Jan. 2000                         |
| 22         | 22        | Ein Haar, ein Faden und eine Feder | Du poil du fil et de la plume  | 20. Dez. 1997               | 2. Feb. 2000                          |
| 23         | 23        | Die Schätze von Bagdad             | Tatie Chourave                 | 27. Dez. 1997               | 25. Jan. 2000                         |
| 24         | 24        | Die magische Orgel                 | La légende du cerf royal       | 3. Jan. 1998                | 3. Feb. 2000                          |
| 25         | 25        | Das Zauberlied                     | La tour des vents              | 14. Feb. 1998               | 28. Jan. 2000                         |
| 26         | 26        | Ein Palast auf Reisen              | On a volé l’Alhambra           | 21. Feb. 1998               | 27. Jan. 2000                         |

## Staffel 2
Die Erstausstrahlung der zweiten Staffel war vom 5. September 1998 bis zum 5. Februar 2000 auf dem französischen Sender France 2 zu sehen. Die deutschsprachige Erstausstrahlung fand vom 13. Dezember 2000 bis zum 22. Januar 2001 in anderer Reihenfolge auf dem Sender RTL II statt.
| Nr. (ges.) | Nr. (St.) | Deutscher Titel            | Originaltitel               | Erstausstrahlung Frankreich | Deutschsprachige Erstausstrahlung (D) |
| ---------- | --------- | -------------------------- | --------------------------- | --------------------------- | ------------------------------------- |
| 27         | 1         | Der Zauberbann             | Nour et Shéhérazade         | 5. Sep. 1998                | 13. Dez. 2000                         |
| 28         | 2         | Nours Entführung           | L’enlèvement de Nour        | 12. Sep. 1998               | 22. Dez. 2000                         |
| 29         | 3         | Till gegen Till            | Le cadeau d’anniversaire    | 19. Sep. 1998               | 14. Dez. 2000                         |
| 30         | 4         | Das Wunderwasser           | L’empreinte assassine       | 26. Sep. 1998               | 18. Dez. 2000                         |
| 31         | 5         | Die magische Laute         | Le luth magique             | 3. Okt. 1998                | 19. Dez. 2000                         |
| 32         | 6         | Die Spinne spinnt ihr Netz | L’araignée tisse sa toile   | 10. Okt. 1998               | 20. Dez. 2000                         |
| 33         | 7         | Die zweiköpfige Schlange   | Le serpent à deux têtes     | 17. Okt. 1998               | 27. Dez. 2000                         |
| 34         | 8         | Die Forschungsreise        | Mission scientifique        | 24. Okt. 1998               | 15. Dez. 2000                         |
| 35         | 9         | Stalagmiten                | Stalagmites                 | 7. Nov. 1998                | 3. Jan. 2001                          |
| 36         | 10        | Schlechte Nachrichten      | La mauvaise nouvelle        | 14. Nov. 1998               | 28. Dez. 2000                         |
| 37         | 11        | Die Elefantenfährte        | La piste des éléphants      | 21. Nov. 1998               | 8. Jan. 2001                          |
| 38         | 12        | Am Tal der Schlangen       | Le sceptre de Petra         | 28. Nov. 1998               | 2. Jan. 2001                          |
| 39         | 13        | Die Bücherdiebe            | Copie non conforme          | 12. Dez. 1998               | 29. Dez. 2000                         |
| 40         | 14        | Die Efrits in Gefahr       | La chasse aux éfrits        | 19. Dez. 1998               | 11. Jan. 2001                         |
| 41         | 15        | Der König der Finsternis   | Anaid                       | 26. Dez. 1998               | 4. Jan. 2001                          |
| 42         | 16        | Der wundersame Spiegel     | Le miroir à deux faces      | 2. Jan. 1999                | 22. Jan. 2001                         |
| 43         | 17        | Das Grab der Liebe         | Le puits d’amour            | 30. Jan. 1999               | 9. Jan. 2001                          |
| 44         | 18        | Das Computerspiel          | La machine à faire semblant | 6. Feb. 1999                | 5. Jan. 2001                          |
| 45         | 19        | Das Siegel des Sultans     | La toghra du sultan         | 13. Feb. 1999               | 15. Jan. 2001                         |
| 46         | 20        | Die Note des Universums    | La note universelle         | 18. Dez. 1999               | 21. Dez. 2000                         |
| 47         | 21        | Eine gefährliche Erfindung | La marche forcée            | 25. Dez. 1999               | 10. Jan. 2001                         |
| 48         | 22        | Hirse und Salz             | Le mil et le sel            | 8. Jan. 2000                | 12. Jan. 2001                         |
| 49         | 23        | Roxanour                   | Roxanour                    | 15. Jan. 2000               | 16. Jan. 2001                         |
| 50         | 24        | Reise in die Kindheit      | Naour                       | 22. Jan. 2000               | 17. Jan. 2001                         |
| 51         | 25        | Der Togonourchi            | Le Togonourchi              | 29. Jan. 2000               | 18. Jan. 2001                         |
| 52         | 26        | Till und Tilta             | Till et Tilta               | 5. Feb. 2000                | 19. Jan. 2001                         |

## DVD
Zur deutschsprachigen Version der Serie veröffentlichte der Pidax Film- und Hörspielverlag am 26. Februar sowie am 30. April 2021 zwei DVD-Sets mit dem Haupttitel Prinzessin Sheherazade, die jeweils vier DVD enthalten und je einer Staffel gewidmet sind.